# Biscarrosse
Biscarrosse (gaskonsko Biscarròssa) je letoviško naselje in občina v francoskem departmaju Landes regije Akvitanije. Naselje je leta 2009 imelo 12.163 prebivalcev.

## Geografija
Kraj leži v pokrajini Gaskonji na severi obali velikega jezera Étang de Biscarrosse et de Parentis, 80 km jugozahodno od Bordeauxa in 86 km severozahodno od Mont-de-Marsana. Letovišče Biscarosse-Plage se nahaja severozahodno od središča občine, ob Biskajskem zalivu. Na ozemlju občine zahodno od jezera Étang de Biscarrosse et de Parentis  se nahaja tudi večje zaprto vojaško območje, namenjeno testiranju balističnih raket, z bazo DGA Essais de missiles v Biscarossu.

## Uprava
Občina Biscarrosse skupaj s sosednjimi občinami Gastes, Parentis-en-Born, Sainte-Eulalie-en-Born, Sanguinet in Ychoux sestavlja kanton Parentis-en-Born s sedežem v Parentisu. Kanton je sestavni del okrožja Mont-de-Marsan.

## Zanimivosti
- cerkev sv. Martina iz 14. in 15. stoletja, prenovljena v 19. stoletju, vmesna postaja na primorski varianti romarske poti v Santiago de Compostelo, tim. Voie de Soulac,
- cerkev sv. Bernardete, Biscarosse-Plage,
- muzej hidroaviacije,
- muzej tradicije in zgodovine Biscarossa,
- grad Château de Montbron iz 16. stoletja,
- letovišče Biscarrosse-Plage na obali Biskajskega zaliva,

## Promet
- Na ozemlju občine jugovzhodno od kraja se delno nahaja turistično letališče Biscarrosse-Parentis.

## Pobratena mesta
- Forchheim (Bavarska, Nemčija),
- Greystones / Na Clocha Liatha (Irska),
- Pombal (Portugalska),